# 头孢呋辛酯
头孢呋辛酯 是一种第二代口服头孢菌素抗生素。最初由葛兰素史克公司发现，并于1987年作为Zinnat被引入。在1987年12月28日获FDA批准通过。 葛兰素史克在美国和印度分别以Ceftin 和Ceftum为名称销售。
以乙酸基酯为药物前体的头孢呋，可以口服。活动取决于在体内的水解和释放的头孢呋片。